# Катальфо, Нунция
Нунция Катальфо (итал. Nunzia Catalfo; род. 29 июля 1967, Катания) — итальянский политик, член Движения пяти звёзд, сенатор Италии (с 2013). Министр труда и социальной политики Италии (2019—2021).

## Биография
Специалист по профессиональной ориентации и подбору персонала. В 2013 году впервые избрана в Сенат на Сицилии от Движения пяти звёзд, в 2018 году переизбрана в одномандатном округе в своей родной Катании. Инициатор законопроекта о введении в Италии безусловного базового дохода.
В 2014 году Движение пяти звёзд собирало подписи за организацию консультативного референдума по вопросу выхода Италии из зоны евро, и Катальфо публично высказывалась за отказ от единой валюты.
4 сентября 2019 года получила портфель министра труда и социального развития при формировании второго правительства Джузеппе Конте, и
5 сентября новый кабинет принёс присягу.